# Copa Libertadores 2004
Navigation
Édition précédente Édition suivante
La Copa Libertadores 2004 est la 45e édition de la Copa Libertadores. Le club vainqueur de la compétition est désigné champion d'Amérique du Sud 2004 et se qualifie pour la Coupe intercontinentale 2004 et la Recopa Sudamericana 2005.
C'est la formation colombienne de Once Caldas qui remporte le trophée cette année, après avoir battu en finale le tenant du titre, Boca Juniors, à l'issue d'une séance de tirs au but. C'est le tout premier succès international pour Once Caldas, et le deuxième pour le football colombien en Copa Libertadores, après la victoire de l'Atlético Nacional en 1989. L'attaquant de São Paulo Luís Fabiano est sacré meilleur buteur de la compétition avec un total de huit réalisations.
Le format de la compétition est légèrement modifié cette année avec la disparition du tour préliminaire entre les équipes mexicaines et vénézuéliennes, qui entrent directement en phase de poules. Le Venezuela et le Brésil obtiennent le droit d'aligner un représentant supplémentaire, ce qui porte à 36 le nombre d'équipes engagées. Cette phase de groupes se dispute désormais sous la forme de neuf poules de quatre équipes. Les premiers de chaque groupe et les sept meilleurs deuxièmes se qualifient pour la phase finale, qui est elle jouée en matchs aller-retour à élimination directe. La règle des buts marqués à l'extérieur en cas d'égalité sur les deux rencontres n'est pas appliquée.

## Clubs engagés
- Club Atlético Boca Juniors - Tenant du titre
- CA Independiente - Vainqueur du tournoi Ouverture 2002
- Club Atlético River Plate - Vainqueur du tournoi clôture 2003
- Club Atlético Vélez Sarsfield - Premier du classement cumulé 2002-2003
- CA Rosario Central - 2e du classement cumulé 2002-2003
- The Strongest La Paz - Vainqueur des tournois d'ouverture et de clôture 2003
- Club Deportivo Jorge Wilstermann - Second du tournoi Ouverture 2003
- Club Bolívar - Second du tournoi Clôture 2003
- Cruzeiro Esporte Clube - Champion du Brésil 2003
- Santos Futebol Clube - Vice-champion du Brésil 2003
- São Paulo Futebol Clube - 3e du championnat du Brésil 2003
- Associação Desportiva São Caetano - 4e du championnat du Brésil 2003
- Coritiba Foot Ball Club - 5e du championnat du Brésil 2003
- Club de Deportes Cobreloa - Vainqueur des tournois d'ouverture et de clôture 2003
- Club Social y Deportivo Colo-Colo - Second des tournois d'd'ouverture et clôture 2003
- Club Deportivo Universidad de Concepción - Meilleure équipe au classement cumulé 2003
- Corporación Deportiva Once Caldas - Vainqueur du tournoi Ouverture 2003
- Corporación Club Deportes Tolima - Vainqueur du tournoi Clôure 2003
- Asociación Deportivo Cali - 1er au classement cumulé 2003
- LDU Quito - Champion d'Équateur 2003
- Barcelona Sporting Club - Vice-champion d'Équateur 2003
- Club Deportivo El Nacional - 3e de l'Hexagonal 2003
- Club Santos Laguna - Vainqueur de l'InterLiga 2004
- Club América - Vainqueur de la Recalificacion de la InterLiga 2004
- Club Libertad - Champion du Paraguay 2003
- Club Guaraní - Vice-champion du Paraguay 2003
- Club Olimpia - Vainqueur de la Liguilla pré-Libertadores 2004
- Club Sporting Cristal - Vainqueur du tournoi Ouverture 2003
- Club Alianza Lima - Vainqueur du tournoi Clôture 2003
- Cienciano del Cusco - Vainqueur du Cuadrangular pré-Libertadores 2004
- Club Atlético Peñarol - Champion d'Uruguay 2003
- Club Nacional de Football - Vainqueur du Torneo Clasificatorio 2003
- Centro Atlético Fénix - Vainqueur de la Liguilla pré-Libertadores 2003
- Caracas Futbol Club - Champion du Venezuela 2002-2003
- Unión Atlético Maracaibo - Vainqueur du tournoi Clôture 2003
- Deportivo Táchira FC - 3e au classement cumulé 2002-2003

## Compétition

### Premier tour
| Rang | Équipe                | Pts | J | G | N | P | Bp | Bc | Diff |  | Résultats (▼ dom., ► ext.) |     |     |     |     |
| ---- | --------------------- | --- | - | - | - | - | -- | -- | ---- |  | -------------------------- | --- | --- | --- | --- |
| 1    | Club América          | 13  | 6 | 4 | 1 | 1 | 11 | 5  | +6   |  | Club América               |     | 2-1 | 3-1 | 4-0 |
| 2    | AD São Caetano        | 8   | 6 | 2 | 2 | 2 | 10 | 8  | +2   |  | AD São Caetano             | 1-2 |     | 1-1 | 4-2 |
| 3    | Club Atlético Peñarol | 8   | 6 | 2 | 2 | 2 | 9  | 7  | +2   |  | Club Atlético Peñarol      | 2-0 | 1-1 |     | 4-0 |
| 4    | The Strongest La Paz  | 4   | 6 | 1 | 1 | 4 | 4  | 14 | -10  |  | The Strongest La Paz       | 0-0 | 0-2 | 2-0 |     |

| Rang | Équipe                        | Pts | J | G | N | P | Bp | Bc | Diff |  | Résultats (▼ dom., ► ext.)    |     |     |     |     |
| ---- | ----------------------------- | --- | - | - | - | - | -- | -- | ---- |  | ----------------------------- | --- | --- | --- | --- |
| 1    | CD Once Caldas                | 13  | 6 | 4 | 1 | 1 | 11 | 6  | +5   |  | CD Once Caldas                |     | 2-1 | 2-0 | 3-0 |
| 2    | Unión Atlético Maracaibo      | 8   | 6 | 2 | 2 | 2 | 10 | 9  | +1   |  | Unión Atlético Maracaibo      | 1-2 |     | 4-2 | 1-1 |
| 3    | Club Atlético Vélez Sarsfield | 7   | 6 | 2 | 1 | 3 | 7  | 9  | -2   |  | Club Atlético Vélez Sarsfield | 2-0 | 1-1 |     | 1-0 |
| 4    | Centro Atlético Fénix         | 5   | 6 | 1 | 2 | 3 | 6  | 10 | -4   |  | Centro Atlético Fénix         | 2-2 | 1-2 | 2-1 |     |

| Rang | Équipe                    | Pts | J | G | N | P | Bp | Bc | Diff |  | Résultats (▼ dom., ► ext.) |     |     |     |     |
| ---- | ------------------------- | --- | - | - | - | - | -- | -- | ---- |  | -------------------------- | --- | --- | --- | --- |
| 1    | Cruzeiro Esporte Clube    | 13  | 6 | 4 | 1 | 1 | 15 | 6  | +9   |  | Cruzeiro Esporte Clube     |     | 1-1 | 3-1 | 5-0 |
| 2    | Club Santos Laguna        | 12  | 6 | 3 | 3 | 0 | 10 | 6  | +4   |  | Club Santos Laguna         | 1-0 |     | 3-1 | 2-2 |
| 3    | Caracas Futbol Club       | 6   | 6 | 2 | 0 | 4 | 8  | 12 | -4   |  | Caracas Futbol Club        | 2-3 | 0-1 |     | 1-0 |
| 4    | CD Universidad Concepción | 2   | 6 | 0 | 2 | 4 | 7  | 16 | -9   |  | CD Universidad Concepción  | 1-3 | 2-2 | 2-3 |     |

| Rang | Équipe                    | Pts | J | G | N | P | Bp | Bc | Diff |  | Résultats (▼ dom., ► ext.) |     |     |     |     |
| ---- | ------------------------- | --- | - | - | - | - | -- | -- | ---- |  | -------------------------- | --- | --- | --- | --- |
| 1    | São Paulo Futebol Clube   | 15  | 6 | 5 | 0 | 1 | 11 | 7  | +4   |  | São Paulo Futebol Clube    |     | 1-0 | 3-1 | 3-1 |
| 2    | LDU Quito                 | 12  | 6 | 4 | 0 | 2 | 13 | 3  | +10  |  | LDU Quito                  | 3-0 |     | 3-0 | 5-1 |
| 3    | Club Alianza Lima         | 9   | 6 | 3 | 0 | 3 | 6  | 8  | -2   |  | Club Alianza Lima          | 1-2 | 1-0 |     | 2-0 |
| 4    | Club de Deportes Cobreloa | 0   | 6 | 0 | 0 | 6 | 3  | 15 | -12  |  | Club de Deportes Cobreloa  | 1-2 | 0-1 | 0-2 |     |

| Rang | Équipe                     | Pts | J | G | N | P | Bp | Bc | Diff |  | Résultats (▼ dom., ► ext.) |     |     |     |     |
| ---- | -------------------------- | --- | - | - | - | - | -- | -- | ---- |  | -------------------------- | --- | --- | --- | --- |
| 1    | Club Nacional de Football  | 12  | 6 | 3 | 3 | 0 | 7  | 4  | +3   |  | Club Nacional de Football  |     | 0-0 | 1-0 | 3-2 |
| 2    | CA Independiente           | 8   | 6 | 2 | 2 | 2 | 9  | 7  | +2   |  | CA Independiente           | 1-1 |     | 4-2 | 2-0 |
| 3    | Cienciano del Cusco        | 7   | 6 | 2 | 1 | 3 | 10 | 12 | -2   |  | Cienciano del Cusco        | 1-2 | 3-2 |     | 1-0 |
| 4    | Club Deportivo El Nacional | 5   | 6 | 1 | 2 | 3 | 6  | 9  | -3   |  | Club Deportivo El Nacional | 0-0 | 1-0 | 3-3 |     |

| Rang | Équipe                    | Pts | J | G | N | P | Bp | Bc | Diff |  | Résultats (▼ dom., ► ext.) |     |     |     |     |
| ---- | ------------------------- | --- | - | - | - | - | -- | -- | ---- |  | -------------------------- | --- | --- | --- | --- |
| 1    | Club Atlético River Plate | 11  | 6 | 3 | 2 | 1 | 10 | 6  | +4   |  | Club Atlético River Plate  |     | 2-2 | 1-0 | 4-1 |
| 2    | Deportivo Táchira FC      | 10  | 6 | 2 | 4 | 0 | 8  | 4  | +4   |  | Deportivo Táchira FC       | 0-0 |     | 2-0 | 2-0 |
| 3    | Deportes Tolima           | 5   | 6 | 1 | 2 | 3 | 6  | 9  | -3   |  | Deportes Tolima            | 2-3 | 1-1 |     | 3-2 |
| 4    | Club Libertad             | 5   | 6 | 1 | 2 | 3 | 5  | 10 | -5   |  | Club Libertad              | 1-0 | 1-1 | 0-0 |     |

| Rang | Équipe                  | Pts | J | G | N | P | Bp | Bc | Diff |  | Résultats (▼ dom., ► ext.) |     |     |     |     |
| ---- | ----------------------- | --- | - | - | - | - | -- | -- | ---- |  | -------------------------- | --- | --- | --- | --- |
| 1    | Santos Futebol Clube    | 16  | 6 | 5 | 1 | 0 | 16 | 6  | +10  |  | Santos Futebol Clube       |     | 1-0 | 2-2 | 5-0 |
| 2    | Barcelona Sporting Club | 8   | 6 | 2 | 2 | 2 | 9  | 6  | +3   |  | Barcelona Sporting Club    | 1-3 |     | 2-0 | 4-0 |
| 3    | Club Guaraní            | 6   | 6 | 1 | 3 | 2 | 6  | 7  | -1   |  | Club Guaraní               | 1-2 | 0-0 |     | 3-1 |
| 4    | Jorge Wilstermann       | 2   | 6 | 0 | 2 | 4 | 5  | 17 | -12  |  | Jorge Wilstermann          | 2-3 | 2-2 | 0-0 |     |

| Rang | Équipe                      | Pts | J | G | N | P | Bp | Bc | Diff |  | Résultats (▼ dom., ► ext.)  |     |     |     |     |
| ---- | --------------------------- | --- | - | - | - | - | -- | -- | ---- |  | --------------------------- | --- | --- | --- | --- |
| 1    | Club Atlético Boca JuniorsT | 12  | 6 | 4 | 0 | 2 | 10 | 4  | +6   |  | Club Atlético Boca JuniorsT |     | 3-0 | 2-0 | 2-0 |
| 2    | Asociación Deportivo Cali   | 9   | 6 | 3 | 0 | 3 | 9  | 9  | 0    |  | Asociación Deportivo Cali   | 0-1 |     | 3-1 | 3-1 |
| 3    | Club Bolívar                | 9   | 6 | 3 | 0 | 3 | 7  | 9  | -2   |  | Club Bolívar                | 3-1 | 1-0 |     | 2-0 |
| 4    | CSD Colo-Colo               | 6   | 6 | 2 | 0 | 4 | 6  | 10 | -4   |  | CSD Colo-Colo               | 1-0 | 2-3 | 2-0 |     |

| Rang | Équipe                  | Pts | J | G | N | P | Bp | Bc | Diff |  | Résultats (▼ dom., ► ext.) |     |     |     |     |
| ---- | ----------------------- | --- | - | - | - | - | -- | -- | ---- |  | -------------------------- | --- | --- | --- | --- |
| 1    | Club Sporting Cristal   | 10  | 6 | 3 | 1 | 2 | 13 | 9  | +4   |  | Club Sporting Cristal      |     | 4-1 | 4-1 | 3-2 |
| 2    | CA Rosario Central      | 10  | 6 | 3 | 1 | 2 | 8  | 8  | 0    |  | CA Rosario Central         | 1-1 |     | 2-0 | 2-1 |
| 3    | Coritiba Foot Ball Club | 8   | 6 | 2 | 2 | 2 | 7  | 8  | -1   |  | Coritiba Foot Ball Club    | 2-0 | 2-0 |     | 1-1 |
| 4    | Club Olimpia            | 5   | 6 | 1 | 2 | 3 | 7  | 10 | -3   |  | Club Olimpia               | 2-1 | 0-2 | 1-1 |     |

### Barrages
Les seconds de groupe sont classés en fonction de leurs résultats. Les quatre moins performants doivent s'affronter en barrages pour désigner les deux derniers qualifiés pour les huitièmes de finale : les 6e et 7e affrontent respectivement à domicile les 9e et 8e.
| Rang | Équipe                    | Pts | J | G | N | P | Bp | Bc | Diff |
| ---- | ------------------------- | --- | - | - | - | - | -- | -- | ---- |
| 1    | LDU Quito                 | 12  | 6 | 4 | 0 | 2 | 13 | 3  | +10  |
| 2    | Club Santos Laguna        | 12  | 6 | 3 | 3 | 0 | 10 | 6  | +4   |
| 3    | Deportivo Táchira FC      | 10  | 6 | 2 | 4 | 0 | 8  | 4  | +4   |
| 4    | CA Rosario Central        | 10  | 6 | 3 | 1 | 2 | 8  | 8  | 0    |
| 5    | Asociación Deportivo Cali | 9   | 6 | 3 | 0 | 3 | 9  | 9  | 0    |
| 6    | Barcelona Sporting Club   | 8   | 6 | 2 | 2 | 2 | 9  | 6  | +3   |
| 7    | AD São Caetano            | 8   | 6 | 2 | 2 | 2 | 10 | 8  | +2   |
| 8    | CA Independiente          | 8   | 6 | 2 | 2 | 2 | 9  | 7  | +2   |
| 9    | Unión Atlético Maracaibo  | 8   | 6 | 2 | 2 | 2 | 10 | 9  | +1   |

| Équipe 1                | Résultat      | Équipe 2                 |
| ----------------------- | ------------- | ------------------------ |
| AD São Caetano          | 2 - 2 4-2 tab | CA Independiente         |
| Barcelona Sporting Club | 6 - 1         | Unión Atlético Maracaibo |

### Huitièmes de finale
Le tirage au sort des huitièmes de finale n'est pas total puisque deux clubs d'une même fédération ne peuvent pas se rencontrer, tout comme deux clubs issus du même groupe du premier tour. De plus, un premier de groupe rencontre automatiquement un second de groupe, avec l'avantage de recevoir au match retour. En tant que moins bon premier de groupe, le Club Sporting Cristal est reversé avec les seconds de groupe lors du tirage au sort.
| Équipe 1                  | Résultat      | Équipe 2                      | Aller | Retour |
| ------------------------- | ------------- | ----------------------------- | ----- | ------ |
| AD São Caetano            | 3 - 2         | Club América                  | 2 - 1 | 1 - 1  |
| Barcelona Sporting Club   | 1 - 1 2-4 tab | CD Once Caldas                | 0 - 0 | 1 - 1  |
| Asociación Deportivo Cali | 2 - 2 3-0 tab | Cruzeiro Esporte Clube        | 1 - 0 | 1 - 2  |
| CA Rosario Central        | 2 - 2 4-5 tab | São Paulo Futebol Clube       | 1 - 0 | 1 - 2  |
| Deportivo Táchira FC      | 5 - 2         | Club Nacional de Football     | 3 - 0 | 2 - 2  |
| Club Santos Laguna        | 2 - 2 3-4 tab | Club Atlético River Plate     | 0 - 1 | 2 - 1  |
| LDU Quito                 | 4 - 4 4-5 tab | Santos Futebol Clube          | 4 - 2 | 0 - 2  |
| Club Sporting Cristal     | 3 - 5         | Club Atlético Boca Juniors'T' | 2 - 3 | 1 - 2  |

### Quarts de finale
| Équipe 1                  | Résultat      | Équipe 2                      | Aller | Retour |
| ------------------------- | ------------- | ----------------------------- | ----- | ------ |
| AD São Caetano            | 1 - 1 3-4 tab | Club Atlético Boca Juniors'T' | 0 - 0 | 1 - 1  |
| Santos Futebol Clube      | 1 - 2         | CD Once Caldas                | 1 - 1 | 0 - 1  |
| Club Atlético River Plate | 4 - 1         | Asociación Deportivo Cali     | 1 - 0 | 3 - 1  |
| São Paulo Futebol Clube   | 7 - 1         | Deportivo Táchira FC          | 3 - 0 | 4 - 1  |

### Demi-finales
| Équipe 1                    | Résultat      | Équipe 2                  | Aller | Retour |
| --------------------------- | ------------- | ------------------------- | ----- | ------ |
| Club Atlético Boca JuniorsT | 2 - 2 5-4 tab | Club Atlético River Plate | 1 - 0 | 1 - 2  |
| São Paulo Futebol Clube     | 1 - 2         | CD Once Caldas            | 0 - 0 | 1 - 2  |

### Finale
| 23 juin 2004 | Club Atlético Boca Juniors | 0 - 0 | Corporación Deportiva Once Caldas | La Bombonera, Buenos Aires                      |
|              |                            |       |                                   | Spectateurs : 57 000 Arbitrage : Gustavo Méndez |

| 1er juillet 2004                       | Corporación Deportiva Once Caldas | 1 - 1                                  | Club Atlético Boca Juniors | Stade Palogrande, Manizales                     |                                                 |
|                                        | Viáfara 7e                        |                                        | 52e Burdisso               | Spectateurs : 42 000 Arbitrage : Carlos Chandía | Spectateurs : 42 000 Arbitrage : Carlos Chandía |
| Valentierra · Soto · Ortegón · Agudelo | Tirs au but 2-0                   | Schiavi · Cascini · Burdisso · Cángele |                            | Spectateurs : 42 000 Arbitrage : Carlos Chandía | Spectateurs : 42 000 Arbitrage : Carlos Chandía |

| Vainqueur de la Copa Libertadores 2004          |
| ----------------------------------------------- |
| Corporación Deportiva Once Caldas Premier titre |